# ويتني سميث
ويتني سميث (بالإنجليزية: Whitney Smith ؛ 26 شباط/ فبراير 1940 - 17 تشرين الثاني/ نوفمبر 2016) هو عالم أمريكي مختص في الرايات. قام بوضع مصطلح علم الرايات (بالإنجليزية: Vexillology)، والذي يشير إلى التحليل العلمي لجميع الجوانب المتعلقة بالرايات. قام بتأسيس عدة جمعيات معنية بهذا المجال، وكان عضوًا فاعلاً في الاتحاد الدولي لعلم الرايات.

## الحياة الشخصية
وُلد ويتني سميث في 26 شباط/ فبراير 1940 في أرلينغتون في ولاية ماساشوستس. وعمل والده كمحام، ومحقق لشركة جون هانكوك للتأمين. أما والدته فكانت تخيط أقنعة كانت تُباع في متاجر بوسطن. بعد حصوله على درجة البكالوريوس في العلوم السياسية من جامعة هارفارد في عام 1961، واصل سميث دراسته في جامعة بوسطن، حيث حصل على شهادة الدكتوراه في العلوم السياسية في عام 1964. وكانت أطروحته حول الرمزية السياسية. بعد ذلك، صار مدرّسًا لفترة وجيزة في جامعة بوسطن، لكنه ترك الأكاديمية في عام 1970 ليتفرغ بدوام كامل للأعلام التي لم يكن يتعب من الاهتمام بها حتى النهاية.
تزوج سميث مرتين، انتهتا بالطلاق، وأنجب ابنين، هما أوستن وأدريان، اثنين من الزيجات بالطلاق. إضافة إلى ابنه أوستن وأدريان، كان له شقيقتان هما سيبيل سميث ولين هارتويل وحفيد واحد. وقد تُوفي في بيبودي في ولاية ماساشوستس عام 2016 عن عمر يناهز 76 عام.

## الحياة المهنية
أسس سميث في عام 1961 مركز أبحاث الرايات، وأصبح مديره. وقد نجح في عقد أول مؤتمر يختص بالرايات في هولندا عام 1965. وقد أسس مع زملائه الرابطة الدولية للمختصين بعلم الرايات في نفس العام.

تصميم لعلم قارة انتارتيكا اقترحه سميث.

تم استبدال الرابطة بالاتحاد الدولي لعلم الرايات (بالفرنسية: Fédération internationale des associations vexillologiques أو اختصارًا FIAV)، وأصبح سميث نائبًا لرئيسه في عام 1967، ثم أصبح الأمين العام الأول له عام 1969.
في عام 1981 كان سميث أحد أعضاء اللجنة التي وضعت علم بونير. لقد تم ترشيح ويتني سميث عام 1991 لجائزة نوبل من جانب الاتحاد، وفي عام 2001 ترك منصب الأمين العام فيه، وتم منحه زمالة الشرف.
قام سميث بتأليف 26 كتابًا عن موضوع الرايات، كما قام بتصميم العديد من الأعلام الوطنية حول العالم، مثل علم غيانا، كما صمم أعلامًا لعدة منظمات وحكومات مختلفة. كما كتب أكثر من 250 مقالًا في هذا المجال بموسوعة بريتانيكا.
لقد حصل مركز دولف بريسكو المتخصص في التاريخ الأميركي في جامعة تكساس في عام 2013 على مجموعة ويتني سميث الهائلة من المواد عن الأعلام، وقد ضمت نحو عشرة آلاف كتابًا وربع مليون وثيقة.

## وصلات خارجية
- في تأبين: ويتني سميث | معهد الرايات
- دليل في مجموعة مركز أبحاث الأعلام لويتني سميث من القرن الثامن عشر - 2013